# Maksymilian Wiktor
Maksymilian Józef Eugeniusz Walenty Wiktor (ur. 13 lutego 1889 we Lwowie, zm. 1940 w ZSRR) – podpułkownik piechoty Wojska Polskiego, ofiara zbrodni katyńskiej.

## Życiorys
Urodził się 13 lutego 1889 we Lwowie jako syn Artura. W czasie I wojny światowej walczył w szeregach c. i k. armii. W połowie 1915 jako podoficer 95 pułku piechoty został mianowany na stopień podporucznika. Na stopień porucznika został mianowany ze starszeństwem z 1 sierpnia 1917 w korpusie oficerów rezerwy piechoty. Jego oddziałem macierzystym był batalion strzelców polnych nr 30.
Po odzyskaniu przez Polskę niepodległości został przyjęty do Wojska Polskiego. Został awansowany do stopnia majora piechoty ze starszeństwem z dniem 1 czerwca 1919. W 1923, 1924 był dowódcą I batalionu 63 pułku piechoty w Toruniu. W październiku 1925 został przydzielony do Baonu Szkolnego Piechoty Nr 8 na stanowisko dowódcy kompanii szkolnej podchorążych rezerwy. W listopadzie 1926 został przeniesiony do 65 Pułku Piechoty w Grudziądzu na stanowisko kwatermistrza. W lutym 1927 został zwolniony ze stanowiska kwatermistrza z równoczesnym przeniesieniem służbowym do Powiatowej Komendy Uzupełnień Starogard na okres czterech miesięcy w celu odbycia praktyki poborowej. Został awansowany do stopnia podpułkownika piechoty ze starszeństwem z dniem 1 stycznia 1927. We wrześniu 1927 został przeniesiony do Powiatowej Komendy Uzupełnień Słonim na stanowisko komendanta. W sierpniu 1929 został zwolniony z zajmowanego stanowiska i pozostawiony bez przynależności służbowej z równoczesnym oddaniem do dyspozycji dowódcy Okręgu Korpusu Nr IX. Z dniem 31 stycznia 1930 został przeniesiony w stan spoczynku.
W 1934 roku pozostawał w ewidencji Powiatowej Komendy Uzupełnień Lwów Miasto. Posiadał przydział do Oficerskiej Kadry Okręgowej Nr VI. Był wówczas „przewidziany do użycia w czasie wojny”.
Po wybuchu II wojny światowej, kampanii wrześniowej i agresji ZSRR na Polskę z 17 września 1939 został aresztowany przez funkcjonariuszy NKWD. Prawdopodobnie na wiosnę 1940 został zamordowany przez NKWD na obszarze okupowanym przez sowietów. Jego nazwisko znalazło się na tzw. Ukraińskiej Liście Katyńskiej opublikowanej w 1994 (został wymieniony na liście wywózkowej 55/5-22 oznaczony numerem 462; podano rok urodzenia 1888). Ofiary tej części zbrodni katyńskiej zostały pochowane na otwartym w 2012 Polskim Cmentarzu Wojennym w Kijowie-Bykowni.

## Odznaczenie
- Krzyż Wojskowy Karola[17]